# باتيكالوا
باتيكالوا (بالتاميلية: மட்டக்களப்பு) هي إحدى مدن سريلانكا، كانت عاصمة المحافظة الشرقية لسريلانكا، ولكن بعد دمج المحافظتين الشمالية والشرقية، أصبحت مدينة ترينكومالي العاصمة للمحافظة الشمالية الشرقية.
تقع باتيكالوا في الساحل الشرقي لسريلانكا، وتبعد بحوالي 314 كم عن كولومبو، عدد سكانها 86742 نسمة معظمهم من التاميليين والمسلمين، مع أقليات سنهالية. المدينة معترف بها بواسطة نمور تحرير تاميل إيلام كجزء من وطنهم التاميلي، تاميل إيلام، وقد كانت مسبقاً تحت سيطرتهم، ولكن الحكومة السريلانكية حكمتها منذ بداية العقد 1990.
تقسم المدينة لقسمين بواسطة هور، ضربت المدينة موجة تسونامي في 26 ديسمبر 2004، حين ارتفعت المياه 4.7 متراً في ظرف 90 دقيقة، ويوجد في المدينة الجامعة الشرقية لسريلانكا.

## المناخ
يظهر الجدول التالي التغييرات المناخية على مدار السنة لباتيكالوا:
| البيانات المناخية لـباتيكالوا                                                                          | البيانات المناخية لـباتيكالوا | البيانات المناخية لـباتيكالوا | البيانات المناخية لـباتيكالوا | البيانات المناخية لـباتيكالوا | البيانات المناخية لـباتيكالوا | البيانات المناخية لـباتيكالوا | البيانات المناخية لـباتيكالوا | البيانات المناخية لـباتيكالوا | البيانات المناخية لـباتيكالوا | البيانات المناخية لـباتيكالوا | البيانات المناخية لـباتيكالوا | البيانات المناخية لـباتيكالوا | البيانات المناخية لـباتيكالوا |
| الشهر                                                                                                  | يناير                         | فبراير                        | مارس                          | أبريل                         | مايو                          | يونيو                         | يوليو                         | أغسطس                         | سبتمبر                        | أكتوبر                        | نوفمبر                        | ديسمبر                        | المعدل السنوي                 |
| --- | ----------------------------- | ----------------------------- | ----------------------------- | ----------------------------- | ----------------------------- | ----------------------------- | ----------------------------- | ----------------------------- | ----------------------------- | ----------------------------- | ----------------------------- | ----------------------------- | ----------------------------- |
| الدرجة القصوى °م (°ف)                                                                                  | 34.2 (93.6)                   | 33.9 (93.0)                   | 36.9 (98.4)                   | 36.5 (97.7)                   | 38.5 (101.3)                  | 39.0 (102.2)                  | 38.0 (100.4)                  | 38.6 (101.5)                  | 38.4 (101.1)                  | 38.0 (100.4)                  | 35.0 (95.0)                   | 32.2 (90.0)                   | 39.0 (102.2)                  |
| متوسط درجة الحرارة الكبرى °م (°ف)                                                                      | 27.8 (82.0)                   | 28.6 (83.5)                   | 30.0 (86.0)                   | 31.6 (88.9)                   | 33.0 (91.4)                   | 34.0 (93.2)                   | 33.4 (92.1)                   | 33.1 (91.6)                   | 32.2 (90.0)                   | 30.9 (87.6)                   | 29.3 (84.7)                   | 28.1 (82.6)                   | 31.0 (87.8)                   |
| متوسط درجة الحرارة الصغرى °م (°ف)                                                                      | 23.2 (73.8)                   | 23.6 (74.5)                   | 24.3 (75.7)                   | 25.3 (77.5)                   | 25.7 (78.3)                   | 25.6 (78.1)                   | 25.3 (77.5)                   | 25.1 (77.2)                   | 24.8 (76.6)                   | 24.3 (75.7)                   | 23.8 (74.8)                   | 23.5 (74.3)                   | 24.5 (76.1)                   |
| أدنى درجة حرارة °م (°ف)                                                                                | 17.1 (62.8)                   | 17.4 (63.3)                   | 17.7 (63.9)                   | 20.9 (69.6)                   | 20.9 (69.6)                   | 20.2 (68.4)                   | 21.1 (70.0)                   | 20.6 (69.1)                   | 20.7 (69.3)                   | 20.2 (68.4)                   | 18.0 (64.4)                   | 18.4 (65.1)                   | 17.1 (62.8)                   |
| الهطول مم (إنش)                                                                                        | 210.3 (8.28)                  | 128.4 (5.06)                  | 89.0 (3.50)                   | 55.0 (2.17)                   | 39.3 (1.55)                   | 23.9 (0.94)                   | 41.4 (1.63)                   | 48.5 (1.91)                   | 67.0 (2.64)                   | 180.0 (7.09)                  | 349.6 (13.76)                 | 418.5 (16.48)                 | 1٬650٫9 (65.00)               |
| متوسط أيام هطول الأمطار                                                                                | 11                            | 7                             | 6                             | 5                             | 3                             | 2                             | 3                             | 4                             | 5                             | 11                            | 16                            | 17                            | 90                            |
| متوسط الرطوبة النسبية (%)                                                                              | 79                            | 78                            | 78                            | 78                            | 75                            | 68                            | 69                            | 69                            | 74                            | 82                            | 83                            | 83                            | 76                            |
| ساعات سطوع الشمس الشهرية                                                                               | 201.5                         | 228.8                         | 266.6                         | 270.0                         | 251.1                         | 264.0                         | 251.1                         | 263.5                         | 246.0                         | 232.5                         | 198.0                         | 170.5                         | 2٬843٫6                       |
| ساعات سطوع الشمس اليومية                                                                               | 6.5                           | 8.1                           | 8.6                           | 9.0                           | 8.1                           | 8.8                           | 8.1                           | 8.5                           | 8.2                           | 7.5                           | 6.6                           | 5.5                           | 7.8                           |
| المصدر #1: المنظمة العالمية للأرصاد الجوية                                                             |                               |                               |                               |                               |                               |                               |                               |                               |                               |                               |                               |                               |                               |
| المصدر #2: الأرصاد الجوية الألمانية (humidity and sun), Department of Meteorology (records up to 2007) |                               |                               |                               |                               |                               |                               |                               |                               |                               |                               |                               |                               |                               |